# Liste des présidents de la Diète de Pologne
Le président de la Diète est le titre donné au président de la Diète de Pologne depuis le XVe siècle. Il est le président du Présidium de la Diète (Prezydium Sejmu) et de la Convention des anciens (Konwent Seniorów). Le maréchal supervise les travaux de la Diète, est présent à ses réunions et préside les réunions de la Convention des anciens et du Présidium de la Diète. Il nomme le chef des chambres (de la Diète et du Sénat) et remplace depuis 1989 le président de la Pologne en cas de vacance.

## Présidents de la Diète de la couronne du royaume de Pologne
| #  | Maréchal de la Diète                       | Entrée en fonction | Cessation des fonctions |
| -- | ------------------------------------------ | ------------------ | ----------------------- |
| 1. | Jan Sierakowski (1498-1589)                | 31 octobre 1548    | 12 décembre 1548        |
| 2. | Mikołaj Sienicki (1520-1581)               | 15 mai 1550        | 26 juillet 1550         |
| 3. | Rafał Leszczyński (1526-1592)              | 2 février 1552     | 11 avril 1552           |
| 4. | Mikołaj Sienicki (1520-1581)               | 1er février 1553   | 29 mars 1553            |
| 4. | Mikołaj Sienicki (1520-1581)               | 22 avril 1555      | 15 juin 1555            |
| 4. | Mikołaj Sienicki (1520-1581)               | 6 décembre 1556    | 14 janvier 1557         |
| 4. | Mikołaj Sienicki (1520-1581)               | 5 décembre 1558    | 8 février 1559          |
| 5. | Rafał Leszczyński (1526-1592)              | 30 novembre 1562   | 25 mars 1563            |
| 6. | Mikołaj Sienicki (1520-1581)               | 22 novembre 1563   | 1er avril 1564          |
| 6. | Mikołaj Sienicki (1520-1581)               | 24 juin 1564       | 2 août 1564             |
| 6. | Mikołaj Sienicki (1520-1581)               | 18 janvier 1565    | 14 avril 1565           |
| 7. | Stanisław Sędziwój Czarnkowski (1526-1602) | 10 janvier 1569    | 12 août 1569            |

## Présidents de la Diète de la république des Deux Nations
| #    | Maréchal de la Diète                     | Entrée en fonction | Cessation des fonctions |
| ---- | ---------------------------------------- | ------------------ | ----------------------- |
| 1.   | Stanislaw Szafraniec                     | 29 avril 1570      | 11 juillet 1570         |
| 2.   | Mikolaj Grzybowski                       | 12 mars 1572       | 28 mai 1572             |
| 3.   | Jan Firlej                               | 5 avril 1573       | 20 mai 1573             |
| 4.   | Venceslas Agrippa                        | 22 février 1574    | 2 avril 1574            |
| 5.   | Stanislaw Szafraniec                     | 30 août 1574       | 13 septembre 1574       |
| 6.   | Rafal Przyjemski                         | 13 septembre 1574  | 18 septembre 1574       |
| 7.   | Mikolaj Sienicki                         | 7 novembre 1575    | 15 décembre 1575        |
| 8.   | Andrzej Firlej                           | 31 mars 1576       | 29 mai 1576             |
| 9.   | Inconnu                                  | 20 janvier 1578    | 8 mars 1578             |
| 10.  | Inconnu                                  | 23 novembre 1579   | 4 janvier 1580          |
| 11.  | Stanislaw Przyjemski                     | 22 janvier 1581    | 8 mars 1581             |
| 12   | Lew Sapieha                              | 4 octobre 1582     | 25 novembre 1582        |
| 13.  | Stanislaw Pękosławski                    | 15 janvier 1585    | 28 février 1585         |
| 14.  | Stanislaw Uchanski                       | 2 février 1587     | mars 1587               |
| 15.  | Kasper Dembinski                         | 30 juin 1587       | 19 août 1587            |
| 15.  | Pawel Orzechowski                        | 30 juin 1587       | 19 août 1587            |
| 16.  | Jan Gajewski                             | 10 décembre 1587   | 20 janvier 1588         |
| 17.  | Dmitri Chalecki                          | 6 mars 1589        | 23 avril 1589           |
| 18.  | Hieronim Gostomski                       | 8 mars 1590        | 21 avril 1590           |
| 19.  | Jan Izdbiński: Rusiecki                  | 2 décembre 1590    | 15 janvier 1591         |
| 20.  | Jan Dominikowicz Pac                     | 7 septembre 1592   | 19 octobre 1592         |
| 21.  | Mikolaj Danilovich                       | 4 mai 1593         | 15 juin 1593            |
| 22.  | Stanislaw Sasin Karśnicki                | 6 février 1595     | 21 mars 1595            |
| 23.  | Piotr Myszkowski                         | 26 mars 1596       | 13 mai 1596             |
| 23.  | Piotr Myszkowski                         | 10 février 1597    | 25 mars 1597            |
| 24.  | Florian Gomoliński                       | 8 mars 1598        | 13 avril 1598           |
| 25.  | Jan Szujski                              | 9 février 1600     | 21 mars 1600            |
| 26.  | Jan Zbigniew Ossoliński                  | 7 février 1601     | 13 mars 1601            |
| 27.  | Feliks Kryski                            | 4 février 1603     | 5 mars 1603             |
| 28.  | Stanislaw Bialłozor                      | 20 janvier 1605    | 3 mars 1605             |
| 29.  | Stanislaw Ryszkowski                     | 7 mars 1606        | 18 avril 1606           |
| 30.  | Mikolaj Mieliński                        | 7 mai 1607         | 16 juin 1607            |
| 31.  | Krzysztof Wiesiołowski                   | 15 janvier 1609    | 26 février 1609         |
| 32.  | Jan Swoszowski                           | 26 septembre 1611  | 9 novembre 1611         |
| 33.  | Maksymilian Przerębski                   | 28 février 1613    | 2 avril 1613            |
| 34.  | Alexandre Korwin Gosiewski               | 3 décembre 1613    | 24 décembre 1613        |
| 35.  | Jan Swietosławski                        | 12 février 1615    | 27 mars 1615            |
| 36.  | Jakub Szczawiński                        | 26 avril 1616      | 7 juin 1616             |
| 37.  | Krzysztof Wiesiołowski                   | 13 février 1618    | mars 1618               |
| 38.  | Jan Swietosławski                        | février 1619       | mars 1619               |
| 39.  | Jakub Szczawiński                        | 3 novembre 1620    | 11 décembre 1620        |
| 40.  | Jan Drucki-Sokolinski                    | 23 août 1621       | septembre 1621          |
| 41.  | Jakub Sobieski                           | 24 janvier 1623    | 5 mars 1623             |
| 42.  | Jan Łowicki                              | 11 février 1624    | mars 1624               |
| 43.  | Jan Drucki-Sokolinski                    | 7 janvier 1625     | mars 1625               |
| 44.  | Jakub Sobieski                           | 27 janvier 1626    | 10 mars 1626            |
| 45.  | Marcin Żegocki                           | 10 novembre 1626   | 29 novembre 1626        |
| 46.  | Alexandre Chalecki                       | 12 octobre 1627    | 24 novembre 1627        |
| 47.  | Jakub Sobieski                           | 27 juin 1628       | 18 juillet 1628         |
| 48.  | Maciej Maniecki                          | 9 janvier 1629     | 20 février 1629         |
| 49.  | Stefan Pac                               | 13 novembre 1629   | 28 novembre 1629        |
| 50.  | Jerzy Ossoliński                         | 29 janvier 1631    | mars 1631               |
| 51.  | Marcin Żegocki                           | 11 mars 1632       | 3 avril 1632            |
| 52.  | Christophe Radziwiłł                     | 22 juin 1632       | 17 juillet 1632         |
| 53.  | Jakub Sobieski                           | 24 septembre 1632  | 15 novembre 1632        |
| 54.  | Mikolaj Ostroróg                         | 8 février 1633     | 17 mars 1633            |
| 55.  | Gedeon Michał Tryzna                     | 19 juillet 1634    | 1 août 1634             |
| 56.  | Jerzy Ossoliński                         | 31 janvier 1635    | 17 mars 1635            |
| 57.  | Mikolaj Łopacki                          | 21 novembre 1635   | 9 décembre 1635         |
| 58.  | Kazimierz Lew Sapieha                    | 20 janvier 1637    | 4 mars 1637             |
| 59.  | Jan Stanisław Jabłonowski                | 3 juin 1637        | 18 juin 1637            |
| 60.  | Lukasz Opaliński le jeune                | 10 mars 1638       | 1 mai 1638              |
| 61.  | Wladyslaw Kierdej                        | 5 octobre 1639     | 16 novembre 1639        |
| 62.  | Jan Stanisław Jabłonowski                | 19 avril 1640      | 1 juin 1640             |
| 63.  | Bogusław Leszczyński                     | 20 août 1641       | 4 octobre 1641          |
| 64.  | Krzysztof Kieżgajło Zawisza              | 11 février 1642    | 26 février 1642         |
| 65.  | Jerzy Sebastian Lubomirski               | 1 février 1643     | 29 mars 1643            |
| 66.  | Hieronim Radziejowski                    | 13 février 1645    | 27 mars 1645            |
| 67.  | Jan Mikołaj Stankiewicz                  | 25 octobre 1646    | 7 décembre 1646         |
| 68.  | Stanislaw Sarbiewski                     | 2 mai 1647         | 27 mai 1647             |
| 69.  | Bogusław Leszczyński                     | 16 juillet 1648    | 1 août 1648             |
| 70.  | Filip Kazimierz Obuchowicz               | 6 octobre 1648     | 19 novembre 1648        |
| 71.  | Franciszek Dubrawski                     | 19 janvier 1649    | 14 février 1649         |
| 72.  | Bogusław Leszczyński                     | 22 novembre 1649   | 13 janvier 1650         |
| 73.  | Wincenty Korwin Gosiewski                | 21 novembre 1650   | 24 décembre 1650        |
| 74.  | Andrzej Maksymilian Fredro               | 26 janvier 1652    | 11 mars 1652            |
| 75.  | Aleksander Sielski                       | 23 juillet 1652    | 17 août 1652            |
| 76.  | Krzysztof Zygmunt Pac                    | 24 mars 1653       | 7 avril 1653            |
| 77.  | Franciszek Dubrawski                     | 11 février 1654    | 28 mars 1654            |
| 78.  | Krzysztof Grzymułtowski                  | 9 juin 1654        | 20 juillet 1654         |
| 79.  | Jan Kazimierz Umiastowski                | 19 mai 1655        | 20 juin 1655            |
| 80.  | Wladyslaw Lubowiecki                     | 10 juillet 1658    | 30 août 1658            |
| 81.  | Jan Krzysztof Gniński                    | 22 mars 1659       | 2 mai 1659              |
| 82.  | Michel Casimir Radziwiłł                 | 2 mai 1661         | 18 juillet 1661         |
| 83.  | Jan Wielopolski                          | 20 février 1662    | 1 mai 1662              |
| 84.  | Jan Krzysztof Gniński                    | 26 novembre 1664   | 7 janvier 1665          |
| 85.  | Jan Antoni Chrapowicki                   | 12 mars 1665       | 28 mars 1665            |
| 86.  | Jan Odrowąż Pieniążek                    | 17 mars 1666       | 4 mai 1666              |
| 87.  | Marcin Oborski                           | 9 novembre 1666    | 23 décembre 1666        |
| 88.  | Andrzej Franciszek Kotowicz              | 6 mars 1667        | 19 mai 1667             |
| 89.  | Stefan Sarnowski                         | 24 janvier 1668    | 7 mars 1668             |
| 90.  | Jan Karol Czartoryski                    | 27 août 1668       | 16 septembre 1668       |
| 91.  | Jan Antoni Chrapowicki                   | 5 novembre 1668    | 6 décembre 1668         |
| 92.  | Feliks Kazimierz Potocki                 | 2 mai 1669         | 19 juin 1669            |
| 93.  | Stanislaw Krzycki                        | 1 octobre 1669     | 12 novembre 1669        |
| 94.  | Jan Kazimierz Kierdej                    | 5 mars 1670        | 26 mars 1670            |
| 95.  | Stanisław Herakliusz Lubomirski          | 9 septembre 1670   | 31 octobre 1670         |
| 96.  | Marcin Oborski                           | 26 janvier 1672    | 14 mars 1672            |
| 97.  | Michał Leon Drucki Sokoliński            | 18 mai 1672        | 30 juin 1672            |
| 98.  | Stefan Stanislaw Czarniecki              | 4 janvier 1673     | 8 avril 1673            |
| 99.  | Franciszek Jan Bieliński                 | 15 janvier 1674    | 22 février 1674         |
| 100. | Benedykt Paweł Sapieha                   | 20 avril 1674      | 9 juin 1674             |
| 101. | Mikołaj Hieronim Sieniawski              | 2 février 1676     | 14 mars 1676            |
| 102. | Wladyslaw Michał Skoroszewski            | 14 janvier 1677    | 26 avril 1677           |
| 103. | Franciszek Stefan Sapieha                | 15 décembre 1678   | 4 avril 1679            |
| 104. | Hieronim Lubomirski                      | 10 janvier 1681    | 21 mai 1681             |
| 105. | Rafał Leszczyński                        | 27 janvier 1683    | 10 mars 1683            |
| 106. | Andrzej Kazimierz Giełgud                | 16 février 1685    | 31 mai 1685             |
| 106. | Andrzej Kazimierz Giełgud                | 27 janvier 1688    | 5 mars 1688             |
| 107. | Stanisław Antoni Szczuka                 | 17 décembre 1688   | 30 mars 1689            |
| 108. | Tomasz Działyński                        | 16 janvier 1690    | 6 mai 1690              |
| 109. | Andrzej Kazimierz Kryszpin-Kirszensztein | 9 janvier 1693     | 11 février 1693         |
| 110. | Andrzej Kazimierz Kryszpin-Kirszensztein | 22 décembre 1693   | 22 décembre 1693        |
| 111. | Andrzej Kazimierz Kryszpin-Kirszensztein | 12 janvier 1695    | 24 mars 1695            |
| 112. | Stefan Kazimierz Humiecki                | 29 août 1696       | 28 septembre 1696       |
| 113. | Kazimierz Ludwik Bieliński               | 15 mai 1697        | 28 juin 1697            |
| 114. | Krzysztof Stanisław Zawisza              | 17 septembre 1697  | 1 octobre 1697          |
| 114. | Krzysztof Stanisław Zawisza              | 16 avril 1698      | 28 avril 1698           |
| 115. | Stanisław Antoni Szczuka                 | 16 juin 1699       | 30 juillet 1699         |
| 116. | Jan Szembek                              | 22 décembre 1701   | 6 février 1702          |
| 117. | Michał Serwacy Wiśniowiecki              | 11 juin 1703       | 19 juillet 1703         |
| 118. | Stanisław Ernest Denhoff                 | 4 février 1710     | avril 1710              |
| 118. | Stanisław Ernest Denhoff                 | 5 avril 1712       | 19 avril 1712           |
| 118. | Stanisław Ernest Denhoff                 | 31 décembre 1712   | 21 février 1713         |
| 119. | Stanisław Ernest Denhoff                 | 1 février 1717     | 1 février 1717          |
| 120. | Krzysztof Stanisław Zawisza              | 3 octobre 1718     | 14 novembre 1718        |
| 120. | Krzysztof Stanisław Zawisza              | 30 décembre 1719   | 22 février 1720         |
| 120. | Krzysztof Stanisław Zawisza              | 30 septembre 1720  | 11 novembre 1720        |
| 121. | Franciszek Maksymilian Ossoliński        | 5 octobre 1722     | 16 novembre 1722        |
| 122. | Stefan Potocki                           | 2 octobre 1724     | 13 novembre 1724        |
| 122. | Stefan Potocki                           | 28 septembre 1726  | 9 novembre 1726         |
| 123. | Jerzy Marcin Ożarowski                   | 26 janvier 1733    | 2 février 1733          |
| 124. | Michał Józef Massalski                   | 27 avril 1733      | 23 mai 1733             |
| 125. | Franciszek Radzewski                     | 25 août 1733       | 28 septembre 1733       |
| 126. | Antoni Józef Poniński                    | 27 septembre 1735  | 8 novembre 1735         |
| 127. | Wacław Piotr Rzewuski                    | 25 juin 1736       | 9 juillet 1736          |
| 128. | Kazimierz Rudziński                      | 6 octobre 1738     | 17 novembre 1738        |
| 129. | Kazimierz Karwowski                      | 3 octobre 1740     | 13 novembre 1740        |
| 130. | Tadeusz Ogiński                          | 5 octobre 1744     | 19 novembre 1744        |
| 131. | Antoni Benedykt Lubomirski               | 3 octobre 1746     | 14 novembre 1746        |
| 132. | Wojciech Siemieński                      | 30 septembre 1748  | 9 novembre 1748         |
| 132. | Wojciech Siemieński                      | 4 août 1750        | 18 août 1750            |
| 133. | Józef Adrian Massalski                   | 2 octobre 1752     | 26 octobre 1752         |
| 133. | Józef Adrian Massalski                   | 30 septembre 1754  | 31 octobre 1754         |
| 134. | Adam Leon Małachowski                    | 2 octobre 1758     | 11 octobre 1758         |
| 134. | Adam Leon Małachowski                    | 6 octobre 1760     | 13 octobre 1760         |
| 134. | Adam Leon Małachowski                    | 27 avril 1761      | 2 mai 1761              |
| 134. | Adam Leon Małachowski                    | 4 octobre 1762     | 7 octobre 1762          |
| 135. | Adam Kazimierz Czartoryski               | 7 mai 1764         | 23 juin 1764            |
| 136. | Józef Sylwester Sosnowski                | 27 août 1764       | 8 septembre 1764        |
| 137. | Jacek Małachowski                        | 3 décembre 1764    | 20 décembre 1764        |
| 138. | Celestyn Czaplic                         | 6 octobre 1766     | 29 novembre 1766        |
| 139. | Charles Stanisław Radziwiłł              | 5 octobre 1767     | 5 mars 1768             |
| 140. | Adam Poniński                            | 19 avril 1773      | 11 avril 1775           |
| 140. | Michał Hieronim Radziwiłł                | 19 avril 1773      | 11 avril 1775           |
| 141. | Andrzej Mokronowski                      | 26 août 1776       | 31 octobre 1776         |
| 141. | Andrzej Ignacy Ogiński                   | 26 août 1776       | 31 octobre 1776         |
| 142. | Ludwik Tyszkiewicz                       | 5 octobre 1778     | 14 novembre 1778        |
| 143. | Antoni Małachowski                       | 2 octobre 1780     | 11 novembre 1780        |
| 144. | Kazimierz Krasiński                      | 30 septembre 1782  | 9 novembre 1782         |
| 145. | Franciszek Ksawery Chomiński             | 4 octobre 1784     | 13 novembre 1784        |
| 146. | Stanisław Kostka Gadomski                | 2 octobre 1786     | 13 novembre 1786        |
| 147. | Stanisław Małachowski                    | 6 octobre 1788     | 29 mai 1792             |
| 148. | Stanisław Kostka Bieliński               | 21 juin 1793       | 23 novembre 1793        |

## Présidents de la Diète du grand-duché de Varsovie
| #  | Maréchal de la Diète                   | Portrait | Entrée en fonction | Cessation des fonctions |
| -- | -------------------------------------- | -------- | ------------------ | ----------------------- |
| 1. | Tomasz Adam Ostrowski (1735-1817)      |          | 9 mars 1809        | 24 mars 1809            |
| 2. | Stanisław Sołtyk (1752-1833)           |          | 7 décembre 1811    | 7 décembre 1811         |
| 3. | Adam Kazimierz Czartoryski (1734-1823) |          | 23 juin 1812       | 28 juin 1812            |

## Présidents de la Diète du royaume de Pologne
| #  | Maréchal de la Diète                   | Portrait | Entrée en fonction | Cessation des fonctions |
| -- | -------------------------------------- | -------- | ------------------ | ----------------------- |
| 1. | Wincenty Krasiński (1782-1858)         |          | 27 mars 1818       | 27 avril 1818           |
| 2. | Rajmund Rembieliński (1775-1841)       |          | 13 septembre 1820  | 13 octobre 1820         |
| 3. | Stanisław Piwnicki (1790-1840)         |          | 13 mai 1825        | 13 juin 1825            |
| 4. | Józef Lubowidzki (1788-1871)           |          | 28 mai 1830        | 28 juin 1830            |
| 5. | Władysław Tomasz Ostrowski (1790-1869) |          | 18 décembre 1830   | 21 septembre 1831       |

## Présidents de la Diète de la Seconde République polonaise (1918-1945)
| #  | Maréchal de la Diète              | Portrait | Entrée en fonction | Cessation des fonctions | Groupe                                                                            | Liste électorale                                      | Législature           |
| -- | --------------------------------- | -------- | ------------------ | ----------------------- | --------------------------------------------------------------------------------- | ----------------------------------------------------- | --------------------- |
| 1. | Wojciech Trąmpczyński (1860-1953) |          | 14 février 1919    | 1 décembre 1922         |                                                                                   | Union nationale populaire                             | Diète législative     |
| 2. | Maciej Rataj (1884-1940)          |          | 1 décembre 1922    | 26 mars 1928            | Parti populaire polonais « Piast »                                                | Parti populaire polonais « Piast »                    | Première législature  |
| 3. | Ignacy Daszyński (1866-1936)      |          | 27 mars 1928       | 8 décembre 1930         | Parti socialiste polonais                                                         | Parti socialiste polonais                             | Deuxième législature  |
| 4. | Kazimierz Świtalski (1886-1962)   |          | 9 décembre 1930    | 3 octobre 1935          | Bloc non partisan de coopération avec le gouvernement                             | Bloc non partisan de coopération avec le gouvernement | Troisième législature |
| 5. | Stanisław Car (1882-1938)         |          | 4 octobre 1935     | 18 juin 1938            | Bloc non partisan de coopération avec le gouvernement (jusqu’au 30 novembre 1935) | Bloc non partisan de coopération avec le gouvernement | Quatrième législature |
| 6. | Walery Sławek (1879-1939)         |          | 22 juin 1938       | 27 novembre 1938        |                                                                                   | Bloc non partisan de coopération avec le gouvernement | Quatrième législature |
| 7. | Wacław Makowski (1880-1942)       |          | 28 novembre 1938   | 2 novembre 1939         | Camp de l’unité nationale                                                         | Camp de l’unité nationale                             | Cinquième législature |

## Présidents de la Diète populaire polonaise (1947-1989)
| #  | Maréchal de la Diète            | Portrait     | Entrée en fonction | Cessation des fonctions | Groupe | Liste électorale         | Législature          |
| -- | ------------------------------- | ------------ | ------------------ | ----------------------- | --- | ------------------------ | -------------------- |
| 1. | Władysław Kowalski (1894-1958)  |              | 4 février 1947     | 4 août 1952             | Parti populaire (jusqu’au 27 novembre 1949) Parti populaire uni (à partir du 27 novembre 1949)                         | Parti populaire polonais | Diète législative    |
| 2. | Jan Dembowski (1889-1963)       |              | 20 novembre 1952   | 20 novembre 1956        | non affiliés | non partisan             | Première législature |
| 3. | Czesław Wycech (1899-1977)      |              | 20 février 1957    | 20 février 1961         | Parti populaire uni | Parti populaire uni      | Deuxième législature |
| 3. | Czesław Wycech (1899-1977)      | 15 mai 1961  | 16 avril 1965      | Parti populaire uni     | Parti populaire uni | Troisième législature    |                      |
| 3. | Czesław Wycech (1899-1977)      | 24 juin 1965 | 30 mai 1969        | Parti populaire uni     | Parti populaire uni | Quatrième législature    |                      |
| 3. | Czesław Wycech (1899-1977)      | 27 juin 1969 | 13 février 1971    | Parti populaire uni     | Parti populaire uni | Cinquième législature    |                      |
| 4. | Dyzma Gałaj (1915-2000)         |              | 13 février 1971    | 15 février 1972         | Parti populaire uni | Cinquième législature    | Parti populaire uni  |
| 5. | Stanisław Gucwa (1919-1994)     |              | 28 mars 1972       | 19 mars 1976            | Parti populaire uni | Parti populaire uni      | Sixième législature  |
| 5. | Stanisław Gucwa (1919-1994)     | 25 mars 1976 | 21 mars 1980       | Parti populaire uni     | Parti populaire uni | Septième législature     |                      |
| 5. | Stanisław Gucwa (1919-1994)     | 2 avril 1980 | 31 août 1985       | Parti populaire uni     | Parti populaire uni | Huitième législature     |                      |
| 6. | Roman Malinowski (1935-2021)    |              | 6 novembre 1985    | 3 juin 1989             | Parti populaire uni | Parti populaire uni      | Neuvième législature |
| 7. | Mikołaj Kozakiewicz (1923-1998) |              | 4 juillet 1989     | 25 novembre 1991        | Parti populaire uni (jusqu’au 27 novembre 1989) Parti populaire polonais « Odrodzenie » (à partir du 27 novembre 1989) | Parti populaire uni      | Dixième législature  |

## Présidents de la Diète de la Troisième République polonaise (depuis le 31 décembre 1989)
| #    | Maréchal de la Diète                    | Portrait         | Entrée en fonction | Cessation des fonctions | Groupe | Liste électorale                                               | Législature                                           |
| ---- | --------------------------------------- | ---------------- | ------------------ | ----------------------- | --- | -------------------------------------------------------------- | ----------------------------------------------------- |
| 1.   | Mikołaj Kozakiewicz (1923-1998)         |                  | 4 juillet 1989     | 25 novembre 1991        | Parti populaire polonais « Odrodzenie » (jusqu’au 5 mai 1990) Parti populaire polonais (PSL)(à partir du 5 mai 1990)          | Parti populaire uni                                            | Dixième législature (de la Diète populaire polonaise) |
| 2.   | Wiesław Chrzanowski (1923-2012)         |                  | 25 novembre 1991   | 14 octobre 1993         | Union chrétienne-nationale (ZChN)                                                                                             | Action électorale catholique                                   | Première législature                                  |
| 3.   | Józef Oleksy (1946-2015)                |                  | 14 octobre 1993    | 3 mars 1995             | Alliance de la gauche démocratique (SLD)                                                                                      | Alliance de la gauche démocratique (SLD)                       | Deuxième législature                                  |
| 4.   | Józef Zych (né en 1938)                 |                  | 3 mars 1995        | 20 octobre 1997         | Parti populaire polonais (PSL)                                                                                                | Parti populaire polonais (PSL)                                 | Deuxième législature                                  |
| 5.   | Maciej Płażyński (1958-2010)            |                  | 20 octobre 1997    | 18 octobre 2001         | Alliance électorale Solidarité (AWS) (jusqu’en II 2001)                                                                       | Alliance électorale Solidarité (AWS)                           | Troisième législature                                 |
| 6.   | Marek Borowski (né en 1946)             |                  | 19 octobre 2001    | 20 avril 2004           | Alliance de la gauche démocratique (SLD) (jusqu’au 26 mars 2004) Social-démocratie de Pologne (SDPL) (depuis le 2 avril 2004) | Alliance de la gauche démocratique - Union du travail (SLD-UP) | Quatrième législature                                 |
| (3.) | Józef Oleksy (1946-2015)                |                  | 21 avril 2004      | 5 janvier 2005          | Alliance de la gauche démocratique (SLD)                                                                                      | Alliance de la gauche démocratique - Union du travail (SLD-UP) | Quatrième législature                                 |
| 7.   | Włodzimierz Cimoszewicz (né en 1950)    |                  | 5 janvier 2005     | 18 octobre 2005         | Alliance de la gauche démocratique (SLD)                                                                                      | Alliance de la gauche démocratique - Union du travail (SLD-UP) | Quatrième législature                                 |
| 8.   | Marek Jurek (né en 1960)                |                  | 26 octobre 2005    | 27 avril 2007           | Droit et justice (PiS) (jusqu’au 17 avril 2007)                                                                               | Droit et justice (PiS)                                         | Cinquième législature                                 |
| 9.   | Ludwik Dorn (1954-2022)                 |                  | 27 avril 2007      | 5 novembre 2007         | Droit et justice (PiS) | Droit et justice (PiS)                                         | Cinquième législature                                 |
| 10.  | Bronisław Komorowski (né en 1952)       |                  | 5 novembre 2007    | 8 juillet 2010          | Plateforme civique (PO) | Plateforme civique (PO)                                        | Sixième législature                                   |
| 11.  | Grzegorz Schetyna (né en 1963)          |                  | 8 juillet 2010     | 7 novembre 2011         | Plateforme civique (PO) | Plateforme civique (PO)                                        | Sixième législature                                   |
| 12.  | Ewa Kopacz (née en 1956)                |                  | 8 novembre 2011    | 22 septembre 2014       | Plateforme civique (PO) | Plateforme civique (PO)                                        | Septième législature                                  |
| 13.  | Radosław Sikorski (né en 1963)          |                  | 24 septembre 2014  | 23 juin 2015            | Plateforme civique (PO) | Plateforme civique (PO)                                        | Septième législature                                  |
| 14.  | Małgorzata Kidawa-Błońska (née en 1957) |                  | 25 juin 2015       | 11 novembre 2015        | Plateforme civique (PO) | Plateforme civique (PO)                                        | Septième législature                                  |
| 15.  | Marek Kuchciński (né en 1955)           |                  | 12 novembre 2015   | 9 août 2019             | Droit et justice (PiS) | Droit et justice (PiS)                                         | Huitième législature                                  |
| 16.  | Elżbieta Witek (née en 1957)            |                  | 9 août 2019        | 11 novembre 2019        | Droit et justice (PiS) | Droit et justice (PiS)                                         | Huitième législature                                  |
| 16.  | Elżbieta Witek (née en 1957)            | 12 novembre 2019 | 12 novembre 2023   | Droit et justice (PiS)  | Droit et justice (PiS) | Neuvième législature                                           |                                                       |
| 17.  | Szymon Hołownia (née en 1976)           |                  | 13 novembre 2023   | en cours                | Pologne 2050 (PL2050) | Pologne 2050 (PL2050)                                          | Dixième législature                                   |

## Anciens présidents de la Diète vivants
- Józef Zych (né en 1938), président d’honneur du Parti populaire polonais
- Marek Borowski (né en 1946), sénateur du dixième mandat au nom du KO (PO)
- Włodzimierz Cimoszewicz (né en 1950), député européen de la Gauche pour l’Europe
- Bronisław Komorowski (né en 1952)
- Marek Kuchciński (né en 1955), membre de la Diète du neuvième mandat au nom du parti Droit et Justice
- Ewa Kopacz (née en 1956), vice-présidente du Parlement européen pour la neuvième législature au nom de la Plateforme civique
- Małgorzata Kidawa-Błońska (née en 1957), vice-présidente de la Diète au nom du Comité central (PO)
- Marek Jurek (né en 1960)
- Grzegorz Schetyna (né en 1963), membre de la Diète du neuvième mandat au nom du KO (PO)
- Radosław Sikorski (né en 1963), membre du Parlement européen pour la neuvième législature au nom de la Plateforme civique